# 14826 Nicollier
14826 Nicollier (1985 SC1) là một tiểu hành tinh vành đai chính được phát hiện ngày 16 tháng 9 năm 1985 bởi P. Wild ở Zimmerwald.